# Septobasidium carestianum
Septobasidium carestianum är en svampart som beskrevs av Bres. 1897. Septobasidium carestianum ingår i släktet Septobasidium och familjen Septobasidiaceae.   Inga underarter finns listade i Catalogue of Life.